# Lány (Boemia centrale)
Lány (in tedesco Lana o anche Lahn) è un comune della Repubblica Ceca facente parte del distretto di Kladno, in Boemia Centrale.